# 真夜中のシャワー
『真夜中のシャワー』は、1990年6月27日に発売された桂銀淑の7枚目のシングルである。発売元は東芝EMI。

## 解説
- サビの部分で“FEELING”と繰り返されるポップス調の楽曲である。
- オリコン・シングルチャートには100位内に33週ランクインし、多くの賞を受賞。
- この曲をメインに据えた同名のオリジナル・アルバム『真夜中のシャワー』が、第32回日本レコード大賞アルバム大賞を受賞。
- この曲で『第41回NHK紅白歌合戦』に3年連続出場を果たした。

## 収録曲
1. 真夜中のシャワー
  - 作詞: 岡田冨美子、作曲: 浜圭介、編曲: 川村栄二
2. ミッドナイトシアター 〜抱かせてあげなきゃよかった〜
  - 作詞: 岡田冨美子、作曲: 浜圭介、編曲: 川村栄二